# 長興駅 (咸鏡南道)
長興駅（チャンフンえき、朝鮮語: 장흥역）は、朝鮮民主主義人民共和国咸鏡南道栄光郡にある駅で、新興線に属する。 

## 隣の駅
新興線
富民駅 - 長興駅 - 栄光駅